# Elecciones provinciales de Catamarca de 1983
Las elecciones generales de la provincia de Catamarca de 1983 tuvieron lugar el 30 de octubre del mencionado año con el objetivo de restaurar las instituciones democráticas constitucionales de la provincia después de siete años de la dictadura militar autodenominada Proceso de Reorganización Nacional, instalada en Argentina en 1976. Se llevaron a cabo al mismo tiempo que las elecciones presidenciales y legislativas a nivel nacional, y debían elegirse al Gobernador y Vicegobernador, a 33 diputados y a 16 senadores, que conformarían la Legislatura Provincial bicameral.
Triunfó y fue elegido gobernador Ramón Saadi, candidato del Partido Justicialista (PJ) con el 39.72% de los sufragios, derrotando por ínfimo margen al Dr.Ernesto Alderete Salas, de la Unión Cívica Radical (UCR), que quedó segundo con el 36.06%. Cabe destacar que al principio del escrutinio la Unión Cívica Radical llevaba una ventaja considerable al haber triunfado en los departamentos del valle central, donde se concentra la mitad del electorado de la provincia, esta ventaja que muchos consideraban irreversible, fue revertida al escrutarse los votos del Departamento Santa María, convirtiéndose para sorpresa de propios y extraños el Dr. Saadi en Gobernador. En tercer lugar quedó el exgobernador Gral. Guillermo Ramón Brizuela, del Movimiento Popular Catamarqueño (MPC), con el 16.48%. En el plano legislativo, el PJ obtuvo 20 diputados y 10 senadores, contra 13 y 6 de la UCR. La participación electoral fue del 81.34%.

## Resultados

### Gobernador y Vicegobernador
|  | 39.72 % |

|  | 36.06 % |

|  | 16.48 % |

|  | 4.08 % |

|  | 1.27 % |

|  | 0.73 % |

|  | 0.66 % |

|  | 0.60 % |

|  | 0.17 % |

|  | 0.14 % |

|  | 0.09 % |

|  | 97.60 % |

|  | 1.36 % |

|  | 1.04 % |

|  | 100.00 % |

|  | 81.34 % |

### Cámara de Diputados
|  | 40.56 % |

|  | 37.67 % |

|  | 13.89 % |

|  | 3.86 % |

|  | 1.31 % |

|  | 0.80 % |

|  | 0.70 % |

|  | 0.65 % |

|  | 0.28 % |

|  | 0.17 % |

|  | 0.10 % |

|  | 96.11 % |

|  | 2.09 % |

|  | 1.81 % |

|  | 100.00 % |

|  | 81.34 % |

### Cámara de Senadores
|  | 40.88 % |

|  | 36.55 % |

|  | 14.13 % |

|  | 3.84 % |

|  | 2.16 % |

|  | 0.91 % |

|  | 0.66 % |

|  | 0.54 % |

|  | 0.16 % |

|  | 0.10 % |

|  | 0.05 % |

|  | 96.11 % |

|  | 2.18 % |

|  | 1.86 % |

|  | 100.00 % |

|  | 81.34 % |